# Покровский монастырь (Дустабад)
Свя́то-Покро́вский женский монастырь — действующий православный  женский монастырь Ташкентской и Узбекистанской епархии Среднеазиатского митрополичьего округа Русской православной церкви, расположенный в городе Дустабаде ранее село Солдатское, Узбекистан.
Престолы: в честь Покрова Пресвятой Богородицы; в память перенесения из Едессы в Константинополь Нерукотворного Образа Господа Иисуса Христа (нижний придел собора). Престольные праздники соответственно 1 октября и 16 августа (по юлианскому календарю)

## История
После образования Туркестанской области в составе Российской империи, край, где ныне стоит город Дустабад, стали заселять русские. Сюда, в поисках даровых земель приезжали безземельные крестьяне, разгружая густонаселенные губернии России, сюда также ссылали политически неблагонадежных, правительство так же переселяло сюда казаков и солдатов-ветеранов, которым были выделены земельные участки в награду за верную службу. В 1890-е годы сюда стали переезжать беженцы спасаясь от голода, вызванного засухами и неурожаями в Поволжье и Воронежской губернии. К числу русских 120 сел, появившихся в Туркестане к началу XX века относились села: Воскресеннское, Благовещенское, Богородицкое, Русское, Солдатское, Чиназкое, Янгиюльское и другие села возникшее в месте впадения в Сырдарью реки Ахангаран.
В начале XX века в селе Солдатское переведенные сюда казаки и зажиточные крестьяне построили первый храм, который они посвятили празднику Покрова Богородицы, однако освятить его удалось только в 1916 или даже в 1917 году из-за особенностей внутренней политики местного генерал-губернатора Константина Петровича фон Кауфмана.
В 1933 году храм был снесен. В 1942 году верующим удалось приобрести дом, где молились за ушедших на фронт жителей села.
В начале в 1992 году здесь было образовано подворье Монастыря Свято-Троице-Никольского женского.
15 августа 1998 года постановлением Священного Синода было преобразовано в Свято-Покровский женский монастырь. Тогда же решением Управления юстиции Ташкентского областного хокимията монастырь был зарегистрирован. На тот момент в монастыре было 12 монахинь разных национальностей.
Первой его настоятельницей стала монахиня Епистимия (Емельянова), позже переведенная в Ашхабат (Туркмения). Потом её место заняла игуменья Манефа (Караваева).
В 1999 году по благословению митрополита Владимира (Икима) приступили к строительству нового храма на месте старого молитвенного дома, который сильно обветшал, и в 2013 году произошло его освящение, которое возглавил митрополит Викентий.
Власти Дустабада подарили монастырю около 8 га сельскохозяйственных угодий. При монастыре действует школа.
Сегодня в монастыре проживает 30 насельниц.

## Фото

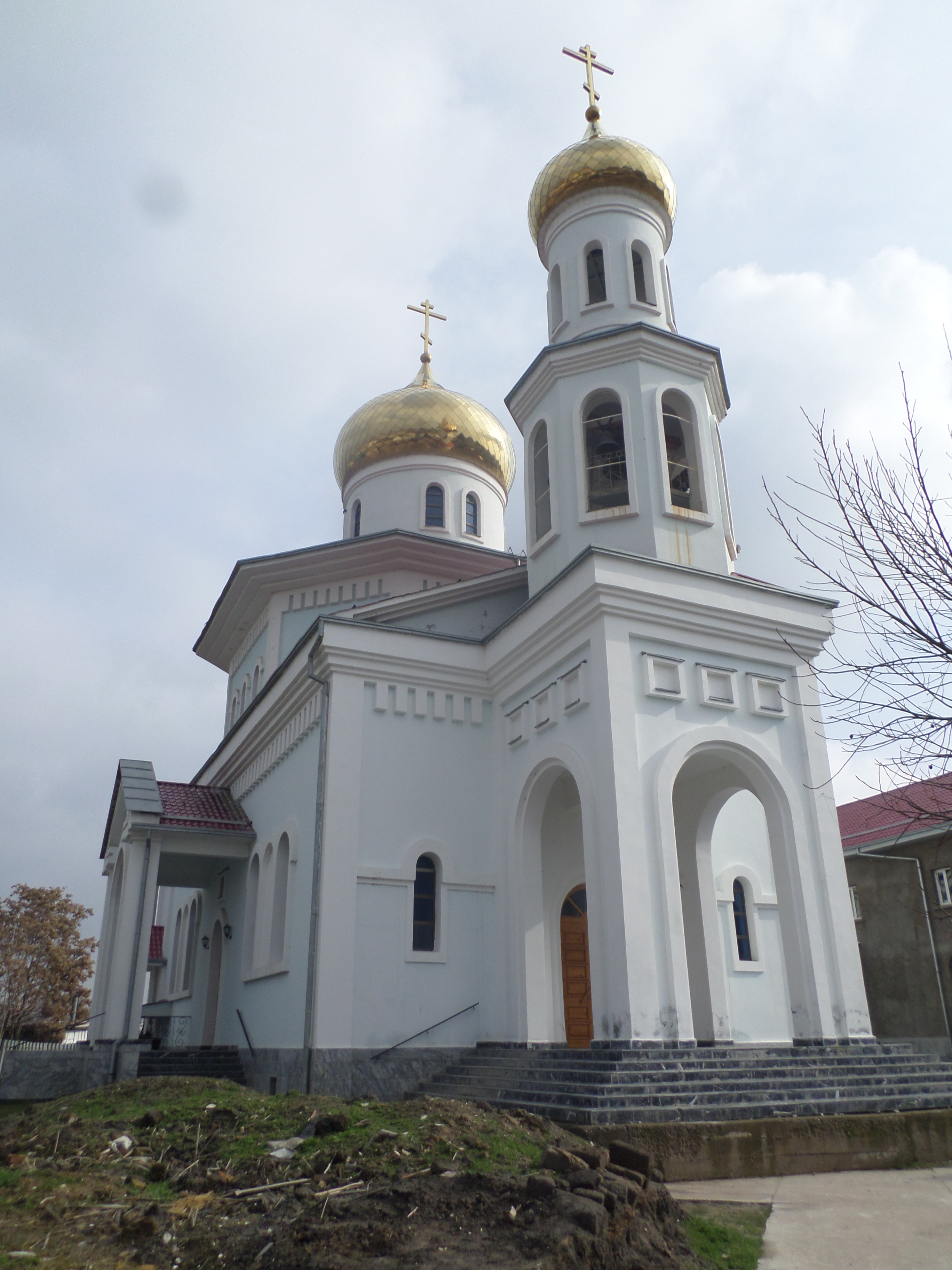
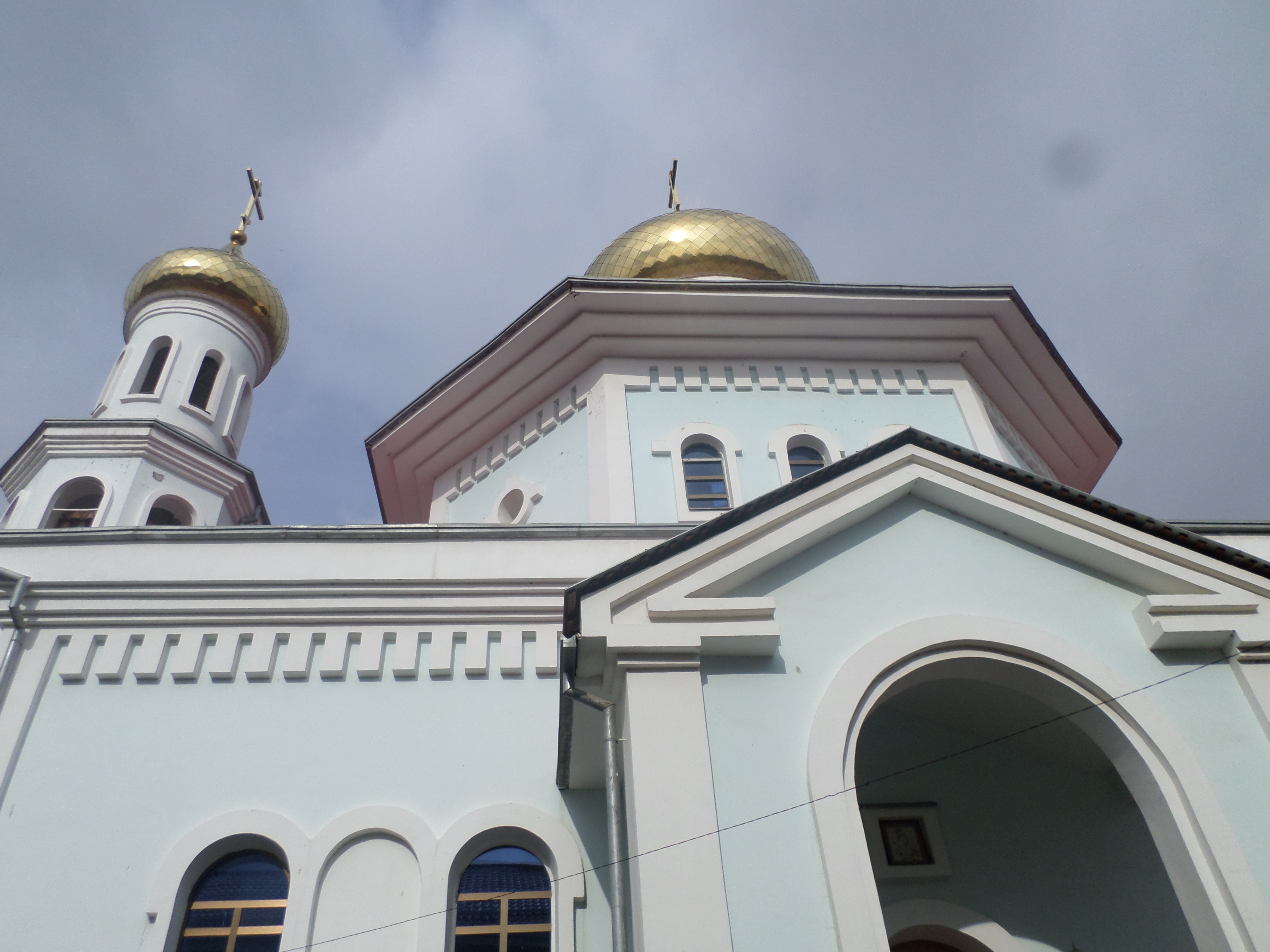
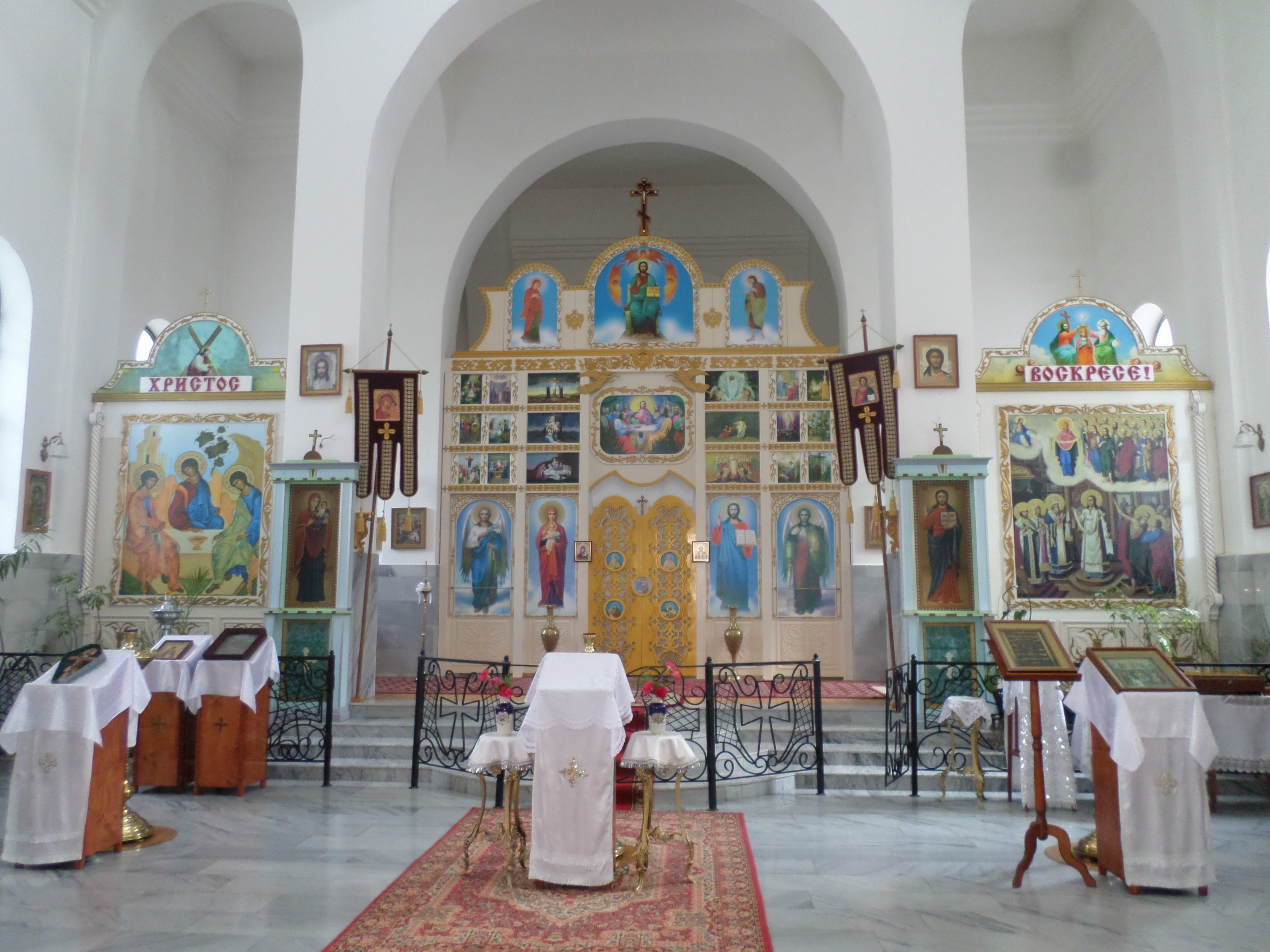
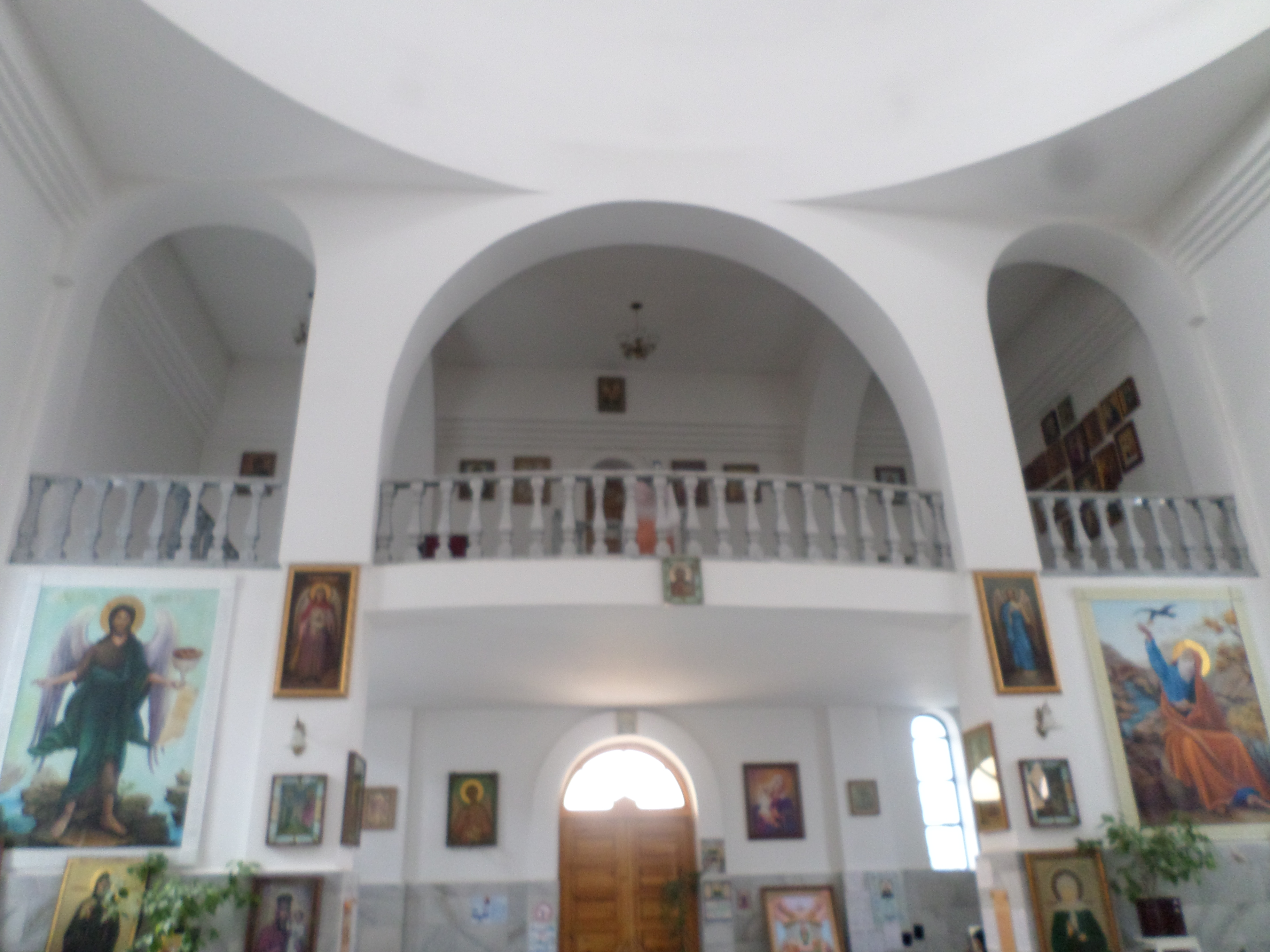